# The Easybeats
The Easybeats fue una banda de rock australiana fundada en Sídney a finales de 1964 y disuelta a finales de 1969.
Son recordados como la mejor agrupación australiana en la década de los 60s y la primera de dicho género de ese país en lograr un hit a nivel internacional, con su clásico de 1966 "Friday on My Mind" (previamente el grupo de folk-pop, The Seekers, tuvieron éxito internacional en 1965 con otro estilo musical).
Aunque no pudieron repetir el gran éxito que lograron en su país adoptivo (Australia), si tuvieron una importante repercusión en Europa con su enérgico pop rock de garaje con influencias rhythm and blues, pop barroco y música psicodélica.

## Historia

### Inicios
A pesar de que la alineación de The Easybeats no era íntegramente australiana (aunque ante la historia se califique como de ese país), sí fue muy influenciada por la migración europea hacia la sociedad de Australia de la posguerra. 
Los cinco miembros fundadores fueron originarios de familias que migraron a dicha nación desde Europa: el cantante Stevie Wright (1947-Leeds) y el baterista Gordon "Snowy" Fleet (1946-Liverpool) son provenientes de Inglaterra; el guitarrista rítmico y pianista George Young (1947-Glasgow) es nacido en Escocia; el guitarrista principal Harry Vanda (1947-La Haya) y el bajista Dick Diamonde (1947-Hilversum) originarios de los Países Bajos. 
La composición de los temas en su casi totalidad correspondió a la creatividad del dúo Young-Vanda. Wright también contribuyó en una buena parte de las canciones.
Ellos coincidieron en la escena musical de Sídney cuando eran estudiantes, lugar donde hicieron una breve carrera inspirados en bandas británicas de moda de la época, y utilizaron por algún tiempo el nombre de "Starfighters", hasta adoptar el definitivo "The Easybeats", nombre sugerido por Snowy.
Después de definir su sonido y construir un nombre reconocido alrededor de Sídney, a finales de 1964 el grupo fue contratado por Albert Productions, y, bajo la licencia de la división australiana de la etiqueta EMI Parlophone y con Ted Albert como productor, escribió y grabó 20 canciones originales, con un sonido fresco y vigente con las tendencias musicales.

### Su mayor éxito
The Easybeats para 1965 fueron un fenómeno en su país natal y editaron su primer LP llamado Easy, en septiembre de ese mismo año. Se considera un buen álbum en el cual se nota su influencia por el beat británico. En este disco destacan "For My Woman", "She's so Fine", la balada "Girl on my Mind" y el tema compuesto por Snowy "I'm Gonna Tell Everybody". 
Durante 1965 y 1966 el grupo edita un éxito tras otro en Australia, con sencillos como "Wedding Ring", "Sad and Lonely and Blue", "Women", "Come and See Her", "I'll Make You Happy", "Sorry", entre otros y también edita los LP It's 2 Easy y Volume 3. 
En un inicio, las composiciones fueron primariamente escritas por Stevie Wright en colaboración con George Young, con características copiadas del sonido de Liverpool, en particular de sus primeros álbumes. 
"For My Woman", su sencillo debut, se lanzó en marzo de 1965, en un estilo de un punk bolero de garaje, presentando a Wright en una especie de lamento o agonía, acompañado por un ritmo cadencioso blues en las partes de guitarra, aspecto que recuerda a los Kinks en sus inicios. 
“She´s So Fine”, su segundo sencillo, salió a la venta dos meses después, llegando al número 1 en listas de su país.
Su primer álbum, llamado Easy salió a la venta en septiembre de 1965, altamente influenciado por los Hollies (especialmente en el estilo musical de la guitarra de Tony Hicks), y en menor grado, inspirado en The Beatles.
La combinación de la potente voz de Wright, y la energía instrumental de sus compañeros, hicieron de Easy uno de los mejores álbumes que llegaran con la Invasión Británica. Aún hoy en día se sigue editando oficialmente fuera de Australia.
Esta situación los convirtió en los verdaderos reyes del rock and roll de su nación, para el verano de 1965, con 8 temas en el Top Ten de sencillos, en sólo año y medio.
Su segundo y tercer álbumes It´s 2 Easy y Volume 3, fueron bastante similares en su concepción al anterior, aunque a partir del segundo, la banda decide hacer un cambio en las composiciones. Es bastante probable que si no se cambiara la dupla compositora Wright/Young los temas habrían sido bastante similares, hasta mediados de 1966, cuando cambian a Vanda y Young, que realizaron mayores experimentaciones y complejidades en el estilo y sonido.
The Easybeats ya son nombrados popularmente como los Beatles australianos, pero su mánager, un tipo sagaz y ambicioso, quería que sus chicos triunfaran también internacionalmente, con todo esto el grupo viajó a finales de 1966 a Londres, Inglaterra, donde grabaron junto al famoso productor Shel Talmy un tema que arrasaría y se convertiría en un clásico de los años 60, el monumental "Friday on My Mind". La canción fue grabada bajo la etiqueta United Artists Records y lanzada en Estados Unidos el 17 de noviembre de 1966. "Friday on My Mind" fue el tema principal del álbum Good Friday (lanzado en Estados Unidos como Friday on My Mind), publicado hasta mayo de 1967 en Europa y Norteamérica. Para el resto del mundo, se incluyó previamente en enero de 1967 en su primer recopilatorio, The Best of The Easybeats + Pretty Girl.
Esta canción, atribuida a Vanda y Young sería un rotundo éxito llegando al número 1 en Australia, al 6 en el Reino Unido y al 16 en los Estados Unidos. También sería un éxito en media Europa (Top 10 en Alemania, Países Bajos, Francia e Italia), y llegó a vender más de un millón de copias alrededor del mundo. Esta será la única canción con la que se les conoció en América, curiosamente asociada a la corriente denominada como “Invasión Británica”.
Dentro de las versiones más conocidas, se cuenta la de David Bowie, que la incluyó en su álbum Pin Ups (1973), mientras que en 1977 la banda punk London introdujo el tema en su EP Summer of Love para MCA Records
Otros temas brillantes del LP son "Remember Sam", "Happy is the Man" y "Pretty Girl". En 1967 editaron un sencillo llamado "Heaven and Hell" el cual es censurado en Estados Unidos y en las radios inglesas. Este contratiempo los obligó a cambiar una línea de la canción, aunque no impidió que permaneciera inadvertida para el gran público. "Heaven and Hell" nunca apareció en un álbum de estudio oficial, a excepción de recopilaciones de éxitos posteriores.
The Easybeats estuvo siete meses en Inglaterra entre 1966 y 1967, escribiendo nuevas y más ambiciosas canciones dirigidas a nuevas audiencias, más notablemente en Alemania, donde fueron recibidos con entusiasmo que rivalizaba con sus presentaciones australianas. Posteriormente, hicieron algunas apariciones en vivo en algunas cadenas de televisión europeas.
La banda regresó a Australia en mayo de 1967 para un tour nacional, marcado por el punto máximo de su popularidad. Desgraciadamente, este fue el último éxito importante que lograron en su carrera, para luego retornar a su base de operaciones en Londres a finales de ese mismo año.
En 1968 el grupo edita su obra maestra, el álbum Vigil, en el cual Vanda y Young alcanzan el nivel de genios compositivos. Destacan "Good Times", "Hello How Are You", "Come in You'll Get a Pneumonia" y "Land of Make Relieve".
Sin embargo, la banda empezó a perder coherencia en su sonido original y los miembros empezaron a tener diferencias entre sí. Durante este período de extrema experimentación y complejidad musical, destacan temas de gran originalidad y distintos a lo que se escuchaba en la escena rock del momento.

### Sus últimos años
Al año siguiente, el grupo endurece su sonido y se centra más en un rock ácido, muy propio de finales de los 60. Con este estilo editan su último LP Friends, con temas como "Rock and Roll Boogie", "Who are my Friends", "Can't Find a Love" y "St. Louis" que sería su último sencillo, el cual estaría en las listas americanas. 
Para mediados de 1969, The Easybeats eran una sombra de lo que fueron, y su música dejó de ser interesante para muchos fanes. Con un trabajo muy similar al de los Tremeloes, bastante agradable pero nada comparable con la clase de sus grabaciones, apenas dos años atrás.
El batería Snowy Fleet había dejado el grupo en 1967 por razones familiares y había sido sustituido por Tony Cahill, al igual que Dick Diamonde, sustituido brevemente por Brad Jefferson en el bajo.
Sus excelentes composiciones no terminaron de calar en el público británico y aún en menor medida en el de Estados Unidos, y su último disco no tuvo las ventas esperadas.
La banda regresó a Australia definitivamente para un tour final, después de que Harry Vanda y George Young decidieran escribir canciones separadamente para otras agrupaciones de su país.

### La era post-Easybeats
Tras esto el grupo se separó a finales de 1969. Vanda y Young se dedicaron a producir a músicos como AC/DC (banda fundada por Malcolm y Angus, los hermanos pequeños de George), John Paul Young (artífíces del hit "Love Is In The Air"), y al propio Stevie Wright. Muchos años más tarde este dúo compositivo se estableció como Flash And The Pan, y conseguirían un éxito local con "Waiting For The Train". 
Stevie Wright formó en 1969 la banda Rochette y representó el musical australiano de Jesus Christ Superstar entre 1971 y 1973.
En abril de 1974 coescribió, junto a sus dos excompañeros de The Easybeats su álbum debut como solista, Hard Road, que llegó al número 5 en su país, y contenía su mayor éxito “Evie”, que llegó al número 2. 
Otras bandas que conformó fueron All Stars, The Stevie Wright Band y Hard Rain. Su carrera estuvo marcada y limitada por el abuso de las drogas, hasta retirarse oficialmente de los escenarios en 1992, por motivos de salud. Falleció en 2015.
Para el año 1986, The Easybeats con sus miembros originales se reunieron para realizar una serie de conciertos por Australia, para nunca volver a encontrarse. La exitosa gira nacional duró 6 meses, a partir de octubre de dicho año.

## Discografía

### Álbumes de estudio
| Título                              | Fecha de salida    | Sello  |
| Easy                                | Septiembre de 1965 | Albert |
| It's 2 Easy                         | Marzo de 1966      | Albert |
| Volume 3                            | Noviembre de 1966  | Albert |
| Best of The Easybeats + Pretty Girl | Enero de 1967      | Albert |
| Good Friday / Friday on My Mind     | Mayo de 1967       | Albert |
| Vigil                               | Octubre de 1968    | Albert |
| Friends                             | Enero de 1969      | Albert |
| Best of The Easybeats - Volume 2    | Octubre de 1969    | Albert |
| The Shame Just Drained              | Octubre de 1977    | Albert |
| Absolute Anthology                  | Noviembre de 1980  | Albert |
| The Definitive Series               | Septiembre de 1992 | Albert |

### Sencillos
| Año  | Sencillo                                       | Posición en listas | Posición en listas | Posición en listas |
| Año  | Sencillo                                       | AU                 | US                 | UK                 |
| ---- | ---------------------------------------------- | ------------------ | ------------------ | ------------------ |
| 1965 | "For My Woman"                                 | 33                 | -                  | -                  |
| 1965 | "She's So Fine"                                | 3                  | -                  | -                  |
| 1965 | "Wedding Ring"                                 | 7                  | -                  | -                  |
| 1965 | "Sad, Lonely and Blue"                         | 21                 | -                  | -                  |
| 1966 | "Women (Make Me Feel Alright)"                 | 4                  | -                  | -                  |
| 1966 | "Come and See Her"                             | 3                  | -                  | -                  |
| 1966 | "Easyfever" (EP) (Feat. "I'll Make You Happy") | 1                  | -                  | -                  |
| 1966 | "Sorry"                                        | 1                  | -                  | -                  |
| 1966 | "Friday On My Mind"                            | 1                  | 16                 | 6                  |
| 1967 | "Who'll Be The One"                            | 14                 | -                  | -                  |
| 1967 | "Heaven and Hell"                              | 8                  | -                  | -                  |
| 1967 | "The Music Goes 'Round My Head"                | 33                 | -                  | -                  |
| 1968 | "Hello, How are You"                           | 34                 | -                  | 20                 |
| 1968 | "Land of Make Believe"                         | 18                 | -                  | -                  |
| 1968 | "Lay Me Down and Die"                          | 59                 | -                  | -                  |
| 1969 | "St. Louis"                                    | 21                 | -                  | -                  |
| 1969 | "Peculiar Hole In The Sky"                     | 53                 | -                  | -                  |
| 1969 | "I Love Marie"                                 | 93                 | -                  | -                  |
| 1980 | "Friday On My Mind" (Re-Release)               | 92                 | -                  | -                  |